# Sjoeke Nüsken
Sjoeke Nüsken (Hamm, 22 de janeiro de 2001)  é uma futebolista alemã que atua como meio-campista. Atualmente joga pelo Chelsea.

## Início da carreira
Antes de se concentrar no futebol, aos onze anos, Nüsken era a melhor tenista alemã em sua categoria de idade. Em retrospecto, ela explicou sua preferência pelo futebol: "Sou apenas uma jogadora de equipe. É muito mais divertido para mim comemorar com todo o time do que apenas para mim. E, acima de tudo, minha irmã também era jogadora de futebol, o que tornou a decisão mais fácil".
Até os 18 anos, Nüsken jogou em um time masculino no SV Westfalia Rhynern, na cidade de Hamm. Em sua última temporada no clube, ela precisou de permissão da Associação Alemã de Futebol, tendo ultrapassado o nível até o qual as meninas tinham permissão para jogar em um time masculino. Em 2017, ela jogou uma partida única pelos Sub-17 do FSV Gütersloh 2009.
Aos 14 anos, Nüsken foi nomeada para o time sub-14 da Vestfália e jogou três partidas no Länderpokal, o torneio nacional alemão para equipes regionais. Nos últimos anos, ela jogou oito partidas com o sub-16 e quatro partidas com o time sub-18 da Vestfália, também no Länderpokal.

## Carreira nos clubes
Em abril de 2019, ela assinou um contrato de três anos com o heptacampeão alemão 1. FFC Frankfurt (da temporada 2020/21 competindo como Eintracht Frankfurt). Em 15 de setembro de 2019, ela fez sua estreia na Bundesliga no jogo contra o FF USV Jena, entrando como substituta de Laura Störzel. Em 13 de outubro de 2019, ela estava no onze inicial do Frankfurt pela primeira vez. Em 27 de outubro de 2019, ela marcou seu primeiro gol na Bundesliga, o da vitória contra o MSV Duisburg, por 2 a 1.
Para a temporada 2023/24, Nüsken se juntou ao Chelsea, assinando um contrato até 30 de junho de 2026. Em 1º de outubro de 2023, ela fez sua estreia pelo Chelsea no jogo da WSL contra o Tottenham (2–1). Em 22 de outubro de 2023, ela marcou seus três primeiros gols pelo Chelsea, marcando um hat-trick contra o Brighton. Ela marcou os dois primeiros gols na vitória por 5 a 0 contra o Sunderland nas quartas de final da Conti Cup de 2023–24. Em 15 de março de 2024, na vitória em casa por 3 a 1 contra o Arsenal, Nüsken marcou duas vezes. Quatro dias depois, nas quartas de final da Liga dos Campeões contra o Ajax, Nüsken marcou mais uma dobradinha, enquanto o Chelsea garantiu sua quinta vitória em dezesseis dias. Ela terminou sua primeira temporada com 12 gols em todas as competições, tendo feito 23 partidas como titular e 15 como substituta.
Durante a temporada 2024/25, a nova treinadora do Chelsea, Sonia Bompastor, destacou a liderança de Nüsken em campo, nomeando-a como uma das principais figuras que orientam a equipe, ao lado de jogadoras experientes como Millie Bright e Lucy Bronze. Em setembro de 2024, Nüsken foi indicada ao Ballon d'Or Féminin, reconhecendo suas atuações pelo Chelsea e pela seleção alemã durante a temporada 2023-24. Em 8 de outubro de 2024, ela marcou seu primeiro gol da temporada na vitória do Chelsea por 3 a 2 sobre o Real Madrid Feminino na Liga dos Campeões Feminina da UEFA. Seu cabeceio precoce deu ao Chelsea a liderança em três minutos de partida.

## Carreira internacional
Nüsken representou a Alemanha em todos os níveis de base, desde os Sub-15.
Nüsken fez sua estreia internacional em 28 de outubro de 2015, aos 14 anos, entrando como substituta no 52º minuto da vitória da seleção nacional sub-15 por 5 a 1 contra a Escócia. Dois dias depois, ela marcou seu primeiro gol internacional, no primeiro minuto da vitória por 6 a 0 contra os mesmos adversários. Desta vez, ela foi substituída no intervalo. Em 27 de abril de 2016, ela marcou seu segundo gol internacional no empate por 3 a 3 contra a Holanda, sua única partida completa pela Alemanha Sub-15.
Nüsken recebeu sua primeira convocação para o acampamento sênior feminino da Alemanha em dezembro de 2018. A recém-nomeada treinadora nacional Martina Voss-Tecklenburg a convocou para o acampamento de treinamento de inverno em janeiro de 2019 em Marbella, numa época em que ela ainda jogava no time masculino do SV Westfalia Rhynern. Nüsken conquistou sua primeira internacionalização sênior em 21 de fevereiro de 2021 em um amistoso contra a Bélgica, entrando como substituta de Sara Däbritz aos 73 minutos. Em 10 de abril de 2021, seu primeiro gol internacional foi na abertura de um amistoso contra a Austrália (5–2).

## Títulos
Chelsea
- FA Women's Super League: 2023–24

Alemanha
- Jogos Olímpicos: 2024 (medalha de bronze)